# Pont de Gueydan
Le pont de Gueydan était un pont situé à Saint-Benoît, en France. Il permettait de franchir le Var, à la confluence avec le Coulomp.

## Localisation
Le pont est situé sur la commune de Saint-Benoît, dans le département français des Alpes-de-Haute-Provence.

## Historique
Un premier pont a probablement été construit à l'époque moderne. Il est doublé au XIXe siècle, après 1843, par un second pont plus large et permettant le roulage.
Le pont est détruit pendant la Seconde Guerre mondiale, en 1944. Il ne reste plus que les vestiges des culées.
Un nouveau pont en maçonnerie de 37 mètres d'ouverture a été construit en 1949. La tablier repose sur l'arc par l'intermédiaire de voûtes d'élégissement.
Le premier pont a été classé au titre des monuments historiques en 1944.

## Dimensions principales
- ouverture de l'arche : 25 m